# Riverside International Raceway

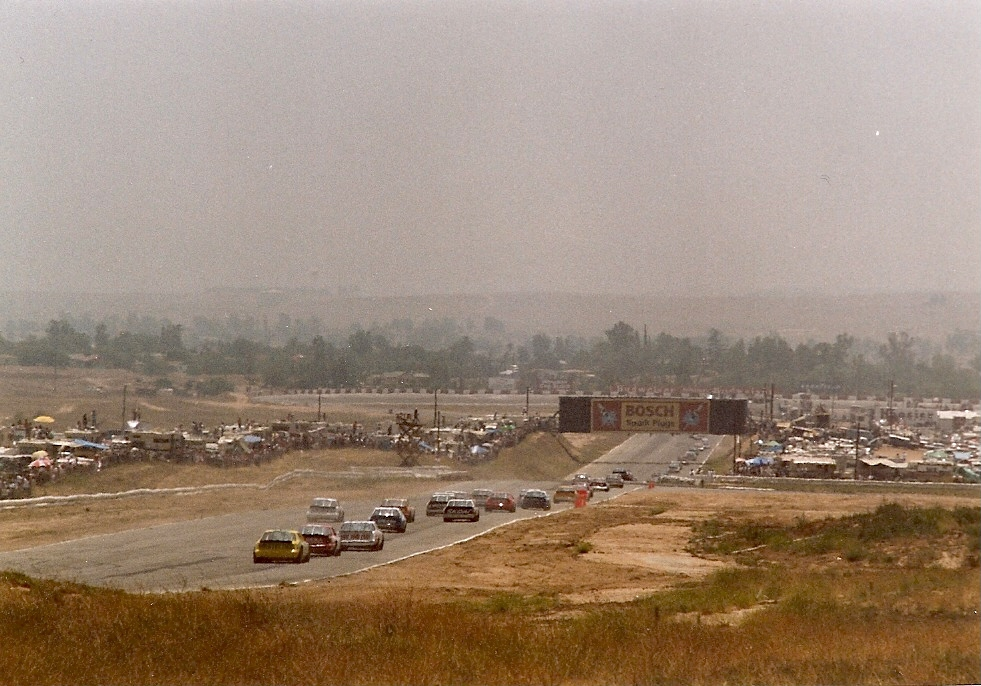
Wyścig NASCAR w 1988 roku

Riverside International Raceway – dawny tor wyścigowy ulokowany w Riverside w Stanach Zjednoczonych. W 1960 roku odbyło się na nim Grand Prix Stanów Zjednoczonych Formuły 1, które wygrał Stirling Moss z zespołu Cooper Car Company.

## Zwycięzcy Grand Prix Stanów Zjednoczonych na torze Riverside
| Rok  | Zwycięzca     | Konstruktor | Wyniki |
| ---- | ------------- | ----------- | ------ |
| 1960 | Stirling Moss | Cooper      | Wyniki |